# Монтес, Ана
Ана Белен Монтес (англ. Ana Belen Montes, р. 28 февраля 1957) — бывшая сотрудница Разведывательного управления министерства обороны США, приговорённая к 25 годам лишения свободы за шпионаж в пользу Кубы.
Родилась на военной базе в Германии в семье армейского психолога. В 1979 году закончила Вирджинский университет, в 1988 году защитила диссертацию в Школе передовых международных исследований при Университете Джонса Хопкинса. Работала в Министерстве юстиции США, затем перешла на работу в Разведывательное управление министерства обороны США (РУМО). С 1990-х годов была старшим специалистом РУМО по Кубе.
20 сентября 2001 года была арестована ФБР. В обмен на признание вины прокуратура согласилась требовать для неё не смертную казнь, а 25-летний тюремный срок. В 2002 году приговорена к 25 годам тюрьмы. Американский сенатор от Демократической партии США Боб Грехем, возглавляющий сенатскую комиссию по разведке, заявил: «этот случай демонстрирует, что Куба все еще продолжает представлять угрозу для Соединённых Штатов».
На суде Монтес отметила: «Я подчинялась велению совести, а не закону. Я считаю политику нашего правительства по отношению к Кубе жестокой, несправедливой и глубоко недобрососедской. Я считала себя морально ответственной помочь острову защитить себя от наших попыток навязать ему свою систему ценностей и политический строй».
6 января 2023 года вышла на свободу, отсидев 20 лет.